# 所さんの20世紀解体新書
『所さんの20世紀解体新書』（ところさんのにじっせいきかいたいしんしょ）は、1997年4月16日から1998年8月26日までTBS系列局で放送されていたバラエティ番組である。TBSとイーストの共同製作。放送時間は毎週水曜 22時00分 - 22時54分 （日本標準時）。

## 概要
20世紀に誕生した様々なものや風習などを取り上げ、それらが20世紀にどのように活躍したのか、生活にどんな影響を与えたのかをVTRやクイズを通して紹介していた。司会は所ジョージと、当時TBSアナウンサーだった進藤晶子が務めていた。
放送第1回のテーマはアメリカで、スタジオには巨大なハンバーガーが出てきた。1998年3月までは番組前半にこまごまとしたコーナーを行うことが多かったが、1998年4月以降はテーマに沿ったランキングを紹介するコーナーがメインとなった。また、出演者紹介のテロップには名前（当初は「George Tokoro」といった英語表記だったが、後にフルネーム表記となる）の下に「since19○○」「from○○」と生まれ年、出身地名などを表記していた。
後ろに大きなパソコンのキーボードや回路、半導体の模型が置かれたスタジオセットの中央にはモニターがあり、右側には所と進藤が、左側にはゲスト出演者が座っていた。所と進藤の間には派手な照明が付いた押しボタン装置が設置されており、サイレンが鳴ると進藤がボタンを押してサイレンが止まり(同時に装置の照明も点灯する)、次のコーナーに移るという演出があった。基本的に所が押してもサイレンは止まらないが、所メインの企画のときには所がボタンを押していた。尚、この押しボタン装置は、かつてフジテレビで放映された『天才!ヒポカンパス』で使用された早押し機をそのまま流用したものである。モニターの下にはセットの奥から物を出すことができる装置「自走くん」が設置されていた（第1回のハンバーガーも自走くんから出てきた）。また、後述の「20世紀シアター」のセットはゲスト席の奥にあり、20世紀シアター用の巨大なモニターがあった。
1998年4月からは小さなモニターが10台設置され、それまでのモニターはセットの右側に移動。自走くんは撤去された。所と進藤の席はそれまでの右側から小さなモニターの前（セット中央）になった。
番組は1年5か月で終了した。なお、最終回のラストは「最終回特集」と銘打ち、『ウルトラセブン』『天才バカボン』『巨人の星』などの最終回シーン（『巨人の星』は、全キャラが登場して星飛雄馬がご挨拶するラストシーンも）を放送。そして所が、飛雄馬のご挨拶のパロディで「1年5か月にわたりましてお送り致しました『20世紀解体新書』も、今日で終わりという事で、長い間お世話になりました」と述べ、締め括った。
番組スタッフの多くは朝日放送『たけしの万物創世紀』と共通している。

## 出演者

### 司会
- 所ジョージ
- 進藤晶子（当時TBSアナウンサー）

### 番組レギュラー
- 林家こぶ平（現・林家正蔵）

### 主なゲスト
- 清水圭 - 下記紹介の20世紀チェックで問題の正解率が高く、賞品として炊飯器を貰ったこともある。
- 田代まさし - この番組でもよく小道具を持ってきていた。
- 久本雅美
- 石川次郎
- ビートたけし
- 明石家さんま
- 永田杏子
- 田中律子

## 主なコーナー
オープニングトーク
番組は所ひとりがセットの中に立っているシーンから始まる。そこで突然所にクイズが出題されていた。何問か出題された後に紙ふぶきが降ってくるが、正解不正解問わず特に何かが貰えるわけではなかった。クイズではなく簡単な質問の回もあったが、所が質問に答えるとなぜか不正解の音である「ブー」と鳴ることがあった。紙ふぶきが降ると進藤が出てきてトークへと移行し、その回におけるテーマの発表が行われた。
「天変地異」がテーマの回では質問の途中、突然「頭上注意！」という天の声が入り、所が身をかがめた瞬間、頭上から金ダライが落下。金ダライは所に当たり、直後に紙ふぶきが舞った。ちなみに最終回ではこの回のパロディが行われ、クイズの終了後にやはり「頭上注意！」という天の声が入った。
オープニングテーマ
オープニングトークが終わるとオープニングテーマに入る。これは楽曲ではなく、柱時計や鳩時計など時間の流れを表す音を組み合わせたもので、映像では柱時計の振り子、懐中時計、レコード、タイプライター、コーヒーサイフォンなどの映像を視覚的に組み合わせたものが流れていた。なお、この部分でその回のゲストを表示していた。
20世紀マスターズ
オープニング後のコーナー。20世紀に発明された物や発見された出来事に関する物が前述の装置「自走くん」から登場した後、それに関する紹介VTRが流れる。
20世紀メッセンジャーズ
オープニング後のコーナー（「20世紀マスターズ」が無い場合）。20世紀に誕生したある物について、VTRでその誕生から現在までを辿ってゆくコーナー。
瞬間タイムスリップ
「20世紀マスターズ」や「20世紀メッセンジャーズ」で取り上げた物に関連するある年（発明年や発見年とは限らない）にテーマを置いて、その年の出来事を1月から12月まで簡単に紹介していくコーナー（ここで取り上げられた年がエンディングの「今夜のナッツタイム19××」の年となる）。
20世紀のシルエット
20世紀に誕生した商品をシルエットとヒントから探し当てるクイズコーナー。
20世紀クエスチョンズ、20世紀チェック
どちらもクイズコーナー。キャッチコピーやCMに関する問題が多かった。番組開始当初は商品は無かったが、所さんの20世紀解体新書運営委員会によって途中から最も多く正解した人に商品が贈られるようになった。
明解20世紀辞典
各コーナーの話題に沿った20世紀に関する物の雑学・豆知識を、テレビドラマ『スパイ大作戦』のテーマ音楽にのせて短く分かりやすく解説するコーナー。テーマに沿った形で展開されるゲストトークに挟み込む形で流される。
20世紀シアター
番組後半のメインコーナー。テーマにあった約10分ほどのVTRを放送する。このコーナーが始まる前に出演者は、前半にいたセットから20世紀シアターを見るためセット奥に設けられた大型スクリーンの設けられたセットへ移動する（「20世紀シアター」や「20世紀レクイエム」はこの場所で進行する）。
20世紀レクイエム
1997年当時既に使われなくなっていたもの、見る機会が少なくなったものを毎週一品紹介するコーナー。このコーナーで紹介されたものはラブテスター、あやとり、ソフトめん、おもちゃのカンヅメなど。最後には必ず「時代をありがとう」というナレーションを入れていた。
エンディング
その週で紹介した年などにヒットした曲を「今夜のナッツタイム19××」としてエンディングに流していた。曲とともに紹介された年におきた出来事の映像も流された。また、毎回スタッフロールの前の部分にその放送回で取り上げた商品や出来事が一覧で流されていた。最終回では、エンディングに流されるスタッフロールにスタッフの誕生年が表示された。
番組のVTRには所が名付けた「A班」と「B班」という制作班があったようで、A班が制作したVTRはまじめなものが多く、B班が制作したVTRはふざけたもの（主にダジャレ）が多かった。番組で使用される歓声などの効果音はセンスの無いものが多く、所からたびたび指摘されていた。
番組が始まってしばらくは、CMに入る前20世紀に誕生したもの（アイデア商品など）をコント仕立てで紹介するミニコーナー「20世紀の大発明」があった（ここでも商品が誕生した年が「since19○○」と表示されていた）。

## 20世紀チェックグランプリ
1997年年末に放送されたクイズ企画。別名「20世紀年忘れ大クイズ大会」。林家正蔵（以下こぶ平）の司会で行われた。解答者は所、久本、田代、田中、清水の5人。

### ルール
- 「所さん」「CM」「流行語」「一番」「何でもアリ」の5つのジャンルの大昔、小昔（造語）、最近の問題計15問中一番多く正解した人が優勝。解答形式は早押し。正解するとモニターに正解者の似顔絵が表示される。また、正解者は次の問題の選択権が与えられる。
- 不正解だと解答権は次に早押しボタンを押した人に移る。5人全員が間違うと、もう一度一斉にボタンを押す権利が与えられる。
- 選択された問題に「チャンス」の文字が表示されるとチャンスカード問題となり、選択した人のみに解答権が与えられる。
- チャンスカードで問題を間違えるとこぶ平あずかりになり、モニターにはその問題の場所にこぶ平の似顔絵が表示される。次の問題の正解者にあずかり問題のポイントが与えられる。チャンスとは言っても問題が簡単とは限らない。「所さん」の問題は所自身にしか分からないような問題があり、所有利なクイズだったが清水圭が優勝。こぶ平が持っていたお気に入りのワインがプレゼントされた。

## 番組本
1998年3月、制作スタッフ編で番組本が出版された（出版社：ソニー・マガジンズ、ISBN 4-7897-1263-X）。内容は、番組初期のVTRコーナーを文字にしたような感じである。特徴的なのは出演者たちのスタジオトークも文字に起こしている点で、彼らのリアクションまで事細かに記してある。

## スタッフ
- ナレーター：佐久間なつみ、佐藤政道、鈴木英一郎、川喜多美子、荒川美奈子 ほか
- 構成：関秀章、松本直規(JUMP)・はたせいじゅん、杉山文三枝、古井知克、わぐりたかし ほか
- ＴＤ：村瀬清
- カメラ：岸本正人
- ＶＥ：權田博
- ＶＴＲ：山本米勝
- 音声：竹山裕隆
- 照明：出口勉
- 音響効果：小堀博孝（メディアハウス）、尾形香（メディアハウス）
- 美術制作：本田邦宏
- デザイン：金子隆
- 美術進行：堀部信行
- 大道具：小林秀二
- 電飾：岸和幸
- アクリル装飾：木村敏和
- 特殊装置：三川一幸
- メイク：山田かつら
- マルチシステム：丸山明道（メディアクリエイションジャパン）
- 編集：福永義昭（マックレイ）、佐々木達哉（TDKコア）
- ＭＡ：小田崇（マックレイ）、松尾隆裕（TDKコア）
- タイムキーパー：黒岩ゆかり
- リサーチ：T2ファージ、フォーミュレーション
- ディレクター：安井健（イースト・前期）、山本竹輝、相馬信雄、遠藤之彦、根津伸行、笠原裕明
- 演出：上川伸廣（イースト・全期間）、安井健（イースト・後期）
- プロデューサー：山本三四郎、井澤達也（イースト）
- 収録スタジオ：渋谷ビデオスタジオ
- 技術協力：ビデオスタッフ、東新、マックレイ（McRAY）、TDKコア／スパイラルビジョン、ビデオフォーカス、イメージランド、LOOP
- 美術協力：フジアール
- 制作協力：TV CLUB、JUMP
- 製作：TBS、イースト